# مونیکا هیلمرووا
مونیکا هیلمِرووا (اسلواکی: Monika Hilmerová; ۷ اکتبر ۱۹۷۴ – ) بازیگر اهل کشور اسلواکی بود.
از فیلم‌ها یا برنامه‌های تلویزیونی که وی در آن نقش داشته‌است می‌توان به باتوری، سوختن در باد، و قربانیان و قاتلان اشاره کرد.